# Bragado
Bragado é uma povoação portuguesa sede da Freguesia de Bragado do Município de Vila Pouca de Aguiar, freguesia com 22,70 km² de área e 446 habitantes (censo de 2021), tendo, por isso, uma densidade populacional de 19,6 hab./km².
A freguesia está situada na Serra de São Pedro, 13 km a norte da sede do município. Inclui no seu território os seguintes lugares: Bragado, Carrazedo da Cabugueira, Monteiros e Vilela da Cabugueira.
Tinha como nome Vergado que evoluiu para Bragado.

## Demografia
A população registada nos censos foi:
| Distribuição da População por Grupos Etários | Distribuição da População por Grupos Etários | Distribuição da População por Grupos Etários | Distribuição da População por Grupos Etários | Distribuição da População por Grupos Etários |
| -------------------------------------------- | -------------------------------------------- | -------------------------------------------- | -------------------------------------------- | -------------------------------------------- |
| Ano                                          | 0-14 Anos                                    | 15-24 Anos                                   | 25-64 Anos                                   | > 65 Anos                                    |
| 2001                                         | 88                                           | 85                                           | 317                                          | 150                                          |
| 2011                                         | 50                                           | 45                                           | 278                                          | 171                                          |
| 2021                                         | 28                                           | 24                                           | 198                                          | 196                                          |

## Património
- Ponte da Ola